# Горње Спанчево
Горње Спанчево (буг. Горно Спанчево) је насељено место у општини Сандански у области Благоевград, Бугарска. Према попису из 2021. године блио је 66 становника.
Према бугарском географу и историчару, Василу Канчову, у Горњем Спанчеву је 1900. године живело 250 Словена хришћана и 30 Аромуна.